# Mark Williams
Mark Williams (* 17. června 1959 v Bromsgrove ve Worcestershire, Velká Británie) je anglický herec, komik a spisovatel.

## Život
Navštěvoval střední školu Bromsgrove, poté studoval na univerzitě v Oxfordu a po promoci nastoupil k divadelní společnosti Mikron Theatre. V minulosti ho však lidé vídali také jako číšníka, tesaře, stavitele, elektrikáře, zahradníka nebo umělého inseminátora dobytka.

## Filmografie
1982
- Privileged

1987
- Letní sezóna
- Out of Order

1988
- Červený trpaslík
- Storyteller, The
- Tumbledown

1989
- KYTV
- Making Out

1990
- Harry Enfield's Television Programme
- Kinsey

1991
- Bottom
- Merlin of the Crystal Cave

1993
- Health and Efficiency
- Chef!
- Smell of Reeves and Mortimer, The
- Venkovská praxe

1994
- Fast Show, The
- Harry Enfield and Chums
- Jutský princ

1995
- Big Game, The

1996
- 101 dalmatinů

1997
- Pidilidi

1998 - Canterbury Tales, The
- Comedy Lab
- In Exile
- Ted & Ralph
- Zamilovaný Shakespeare
- Fast Show Live, The

1999
- Hunting Venus
- Whatever Happened to Harold Smith?

2000
- Gormenghast
- Happy Birthday Shakespeare
- Randall a Hopkirk
- Strangerers, The

2001
- Combat Sheep (TV film)
- Fun at the Funeral Parlour
- Happiness
- "Jumpers for Goalposts"
- Zloději a vyděrači
- Ztracený dárek

2002
- Anita a já
- Dick Whittington)
- Harry Potter a Tajemná komnata
- Heart of Me, The
- Nečistá hra
- Shackleton

2003
- Fast Show Farewell Tour, The
- Grass
- New Tricks
- Star

2004
- Agent Cody Banks 2
- Carrie & Barry
- Harry Potter a vězeň z Azkabanu
- Ministry of Mayhem
- Cinemaker

2005
- Harry Potter a Ohnivý pohár
- Help
- Pán času
- Rotters' Club, The
- Tristram Shandy

2006
- Saxondale
- Viva Blackpool

2007
- Harry Potter a Fénixův řád
- Hvězdný prach
- Room with a View, A

2008
- Cena za lidskost
- Rozum a cit

2009
- Harry Potter a Princ dvojí krve
- Inspector George Gently: Gently in the Night
- Slečna Marplová: Proč nepožádali Evanse?
- Steve Coogan: The Inside Story

2010
- Harry Potter a Relikvie smrti – část 1
- Indian Doctor, The

2011
- Albert Nobbs
- Flutter
- Harry Potter a Relikvie smrti – část 2
- Harry Potter a jeho 50 nej

2013
- Blandings
- Father Brown